# Tsugaru

Tsugaru (つがる市 Tsugaru-shi?) este un municipiu din Japonia, prefectura Aomori.